# 毛利弘元
毛利弘元（日语：／ Mōri Hiromoto，1468年—1506年2月13日、應仁二年—永正三年一月廿一日），日本室町时代至戰國時代初期之安藝國有力國人毛利氏第9代當主，同時也是吉田郡山城城主。
弘元為毛利豐元之子，正室為福原氏第8代當主福原廣俊之女祥室妙吉。其子有毛利興元、毛利元就、相合元綱以及北就勝 。

## 生平
應仁二年（1468年），弘元誕生於安藝國，為毛利氏當主毛利豐元之嫡子。當時毛利氏依附於周防、長門兩國守護大名大內氏之下，為其勢力範圍內之地方領主。
文明八年（1476年）五月，毛利豐元逝世，年僅9歲的弘元繼承家督。據《毛利家文書》第599號記載，豐元之死被認為與過度飲酒所致之病害有關。
文明十年（1478年）二月，弘元向大內政弘請求加冠之禮，並獲賜偏諱「弘」字，自此改名為弘元，此事載於《毛利家文書》第152與153號:89。
文明十四年（1482年）三月，弘元受政弘之命，預得其領內豐前國京都郡津隈莊二十町之地，顯見其已被納入大內氏之知行體制之中，此事見於《毛利家文書》第156號:89。
明應四年（1495年）九月，大內政弘逝世，其子大內義興繼任家督，弘元亦與嫡男興元一同追隨新主。
明應八年（1499年）十二月，在明應政變中失勢的前將軍足利義稙前往周防尋求大內氏庇護。義興因此與擁立新將軍足利義澄的室町幕府管領細川政元關係陷入動盪，對立日益激化。弘元的立場也在細川氏與大內氏之間搖擺不定，處境漸趨艱難。
為避免捲入更深的政治紛爭，弘元於明應九年（1500年）三月將家督之位讓與興元，並攜帶次子元就等人，遷往安藝國多治比猿掛城隱居。此舉除避禍之意外，亦被視為戰略上確保吉田郡山城西方的防衛據點，同時防備位於北方石見國之高橋氏勢力。
永正三年（1506年）正月二十一日，弘元因長年勞心過度，病逝於猿掛城，享年39歲:100。其墓所今位於廣島縣安藝高田市之悅叟院。

## 登埸作品
電視劇
- 『毛利元就』（NHK大河劇，1997年，演員：西鄉輝彦）

## 出處
1. ↑  時山弥八編（1916）P.70-72
2. ↑  時山弥八編（1916）P.69
3. 1 2 3  河合正治. . 新人物往来社. 1984.
4. ↑  安芸高田市歴史民俗博物館（2016）P.9
5. ↑  安芸高田市歴史民俗博物館（2016）P.10
6. ↑  秋山伸隆（2016）P.5
7. ↑  安芸高田市歴史民俗博物館（2016）P.10